# Caridina mindanao
Caridina mindanao is een garnalensoort uit de familie van de Atyidae. De wetenschappelijke naam van de soort is voor het eerst geldig gepubliceerd in 2006 door Cai & Shokita.